# Dörby församling
Dörby församling är en församling i Dörby-Hossmo pastorat i Kalmar-Ölands kontrakt i Växjö stift. Församlingen ligger i Kalmar kommun i Kalmar län.

## Administrativ historik
Församlingen har medeltida ursprung. 1656 överfördes delar av församlingen till Kristvalla församling. Dörby församling utgjorde ett eget pastorat fram till 1570, då den bildade pastorat med Kläckeberga församling, för att 1581 åter utgöra ett eget pastorat och från 1607 återigen bilda pastorat med Kläckeberga. 1962 uppgick också Hossmo församling i pastoratet, som sedan 1977 består av Dörby och Hossmo.

## Historia
Superintendenten i Kalmar stift, Jonas Rothovius, erhöll Dörby församling som prebende, och församlingen kom därefter att utgöra prebende för stiftets superintendenter, och senare även för dess biskopar, fram till mitten av 1800-talet.

## Kyrkor
- Dörby kyrka

## Series pastorum
| Ämbetstid              | Namn                                   | Levnadstid             |
| ---------------------- | -------------------------------------- | ---------------------- |
| (1506)                 | Gudmund                                |                        |
| ca 1520                | Olof                                   |                        |
| (1525)                 | Olaus Nicolai Öning                    |                        |
| ca (1538)              | Georgius (Jöran) Hermanni Calmarnensis | död 1546               |
| (1542)–(1545)          | Jöns Petri                             | död 1545               |
| (15?)–1554             | Peder                                  | död 1554               |
| (1555)–(1557)          | Peder                                  |                        |
| (1558)–(1560)          | Kebbe                                  |                        |
| (1560)–(1561)          | Giord                                  |                        |
| (1562)–1565            | Nicolaus (Claus)                       | död 1565               |
| 1568–1588              | Jonas Svenonis                         | död 1588               |
| 1596–1603              | Holgerus Sunonis Moringius             | död sannolikt 1623     |
| 1603–1612              | Nicolaus Haquini Wallerius             |                        |
| 1614–1619              | Magnus Nicolai Bringius                | 1572–1650              |
| 1619–1626              | Jonas Birgeri Rothovius                | 1572–1626              |
| 1627–1650              | Nicolaus Eschilli                      | 1588–1650              |
| 1650–1656              | Samuel Nicolai Enander                 | 1607–1670              |
| 1656–1660              | Petrus Andreae Schomerus               | 1607–1660              |
| 1660–1707              | Henning Schütte (Scütte, Skytte)       | 1620–1707              |
| 1711–1729              | Nicolaus Nicolai Braun (Brauner)       | 1658–1729              |
| 1731–1744              | Herman Schröder                        | 1676–1744              |
| 1746–1764              | Magnus Olai Beronius                   | 1692–1775              |
| 1766–1789              | Carl Gustaf Schröder                   | 1717–1789              |
| 1790–1807              | Martin Georg (Jöran) Wallenstråle      | 1733–1807              |
| 1808–1829              | Magnus Stagnelius                      | 1746–1829              |
| 1831–1851              | Anders Carlsson af Kullberg            | 1771–1851              |
| 1853–1878              | Pehr Kullberger                        | 1808–1878              |
| 1880–1890              | Herman Theophilus Ringberg             | 1822–1890              |
| 1893–1899              | Johan Valfrid Hultqvist                | 1844–1899              |
| 1901–1925              | Per Alfred Ljungkrantz                 | 1844–1929              |
| 1925–(åtminstone 1947) | Petrus Gustaf Adolf Ståhlberg          | 1887–(åtminstone 1947) |

## Organister
| Ämbetstid | Namn                  | Levnadstid | Övrigt                |
| --------- | --------------------- | ---------- | --------------------- |
| 1727-1753 | Per Månsson           |            | Klockare              |
| 1810-1831 | Johan Pettersson      | 1782-      | Klockare              |
| 1832-1877 | Erik Elmqvist         | 1804-1877  | Klockare              |
| 1877-1886 | Per Olof Elmqvist     | 1839-      | Klockare              |
| 1886-1895 | Peter Johan Andersson | 1860-      | Klockare och organist |